# ジャイルズ・アリントン (第4代アリントン男爵)
第4代キラードのアリントン男爵および第2代ワイモンドリーのアリントン男爵ジャイルズ・アリントン（英語: Giles Alington, 4th Baron Alington of Killard, 2nd Baron Alington of Wymondley、1680年10月4日 – 1691年9月18日）は、イギリスの貴族。

## 生涯
第3代アリントン男爵ウィリアム・アリントンと3人目の妻ダイアナ・ラッセル（Diana Russell、初代ベッドフォード公爵ウィリアム・ラッセルの娘）の息子として、1680年10月4日に生まれ、20日に洗礼を受けた。1685年2月17日に父が急死すると、わずか4歳でキラードのアリントン男爵とワイモンドリーのアリントン男爵の爵位を継承した。
イートン・カレッジに入学したが、1691年9月18日に死去、22日に埋葬された。生涯未婚であり、ワイモンドリーのアリントン男爵は断絶、キラードのアリントン男爵は叔父ヒルデブランドが継承した。